# 豪列塔
豪列塔是西班牙纳瓦拉的一个市镇。总面积31平方公里，总人口238人（2001年），人口密度8人/平方公里。